# Arhopala cleander
Arhopala cleander е вид пеперуда от семейство Синевки (Lycaenidae). Видът не е застрашен от изчезване.

## Разпространение
Разпространен е в Бруней, Виетнам, Източен Тимор, Индонезия (Бали, Калимантан, Малки Зондски острови, Малуку, Папуа, Сулавеси, Суматра и Ява), Камбоджа, Лаос, Малайзия (Западна Малайзия, Сабах и Саравак), Мианмар, Папуа Нова Гвинея, Тайланд и Филипини.